# Lamecosoma
Lamecosoma is een geslacht van rechtvleugeligen uit de familie sabelsprinkhanen (Tettigoniidae). De wetenschappelijke naam van dit geslacht is voor het eerst geldig gepubliceerd in 1960 door Ragge.

## Soorten
Het geslacht Lamecosoma omvat de volgende soorten:
- Lamecosoma inermis Ragge, 1961
- Lamecosoma tenuis Ragge, 1960